# Cuvin, Arad
Cuvin este un sat în comuna Ghioroc din județul Arad, Crișana, România. La recensământul din 2002 avea o populație de 1545 locuitori. În sat există culturi de pepene și viță-de-vie. Localitatea a fost atestată documentar pentru prima oară în 1323.

## Istoric
La finele secolului X aici se afla vechea o cetate Cheve a voievodului Glad. Ar putea fi identificată cu cetatea Keuee din Gesta Hungarorum. Se presupune că aici Glad, după o bătălie cu ungurii, a semnat un tratat de pace în 934. În secolul XIX, aici a rezidat episcopul român ortodox al Aradului, Gherasim Raț, decedat în 1850.